# دين كولهوف
دين كولهوف (بالهولندية: Dean Koolhof)‏ هو لاعب كرة قدم هولندي، ولد في 15 ديسمبر 1994 في Duiven ‏ في هولندا. لعب مع دي غرافشاب.

## وصلات خارجية
- دين كولهوف على موقع قاعدة بيانات كرة القدم.إي يو (الإنجليزية)
- دين كولهوف على موقع Soccerway.com (الإنجليزية)